# 제과 명장
제과 명장(-名匠)은 대한민국 고용노동부에서 서류 심사 및 면접을 통해 매년 각 기술 분야를 대상으로 선정하는 최고의 기능인인 대한민국명장 중에서 제과·제빵 분야를 말한다.

## 역사
대한민국명장은 1986년부터 선정되었고, 제과·제빵 분야는 2000년에  첫 명장이 탄생하였다. 명장으로 선정되면 명장 증서와 기능 장려금을 받으며, 각종 기능 경기 관련 행사의 심사위원으로 위촉된다.

## 인물
- 제과 명장 1호 : 박찬회 (2000) : 브랜드 - 박찬회 화과자
- 제과 명장 2호 : 임헌양 (2001) : 브랜드 - 브레댄코(구 신라명과) , 신라명과 상임기술 고문
- 제과 명장 3호 : 권상범 (2003) : 브랜드 - 리치몬드 과자점
- 제과 명장 4호 : 김종익 (2003) : 브랜드 - 김종익 과자점
- 제과 명장 5호 : 서정웅 (2005) : 브랜드 - 코른베르그 과자점
- 제과 명장 6호 : 김영모 (2007) : 브랜드 - 김영모 과자점
- 제과 명장 7호 : 안창현 (2009) : 브랜드 - 안스베이커리
- 제과 명장 8호 : 함상훈 (2011) : 브랜드 - 함스브로트 과자점
- 제과 명장 9호 : 홍종흔 (2012) : 브랜드 - 홍종흔 베이커리
- 제과 명장 10호 : 송영광 (2014) : 브랜드 - 명장텐
- 제과 명장 11호 : 박준서 (2016) : 브랜드 - 빵준서, 명장시대
- 제과 명장 12호 : 인재홍 (2017) : 브랜드 - 빵과당신
- 제과 명장 13호 : 이흥용 (2018) : 브랜드 - 이흥용 과자점
- 제과 명장 14호 : 김덕규 (2019) : 브랜드 - 김덕규 과자점
- 제과 명장 15호 : 최형일 (2022) : 브랜드 - 엘리제 과자점
- 제과 명장 16호 : 마옥천 (2023) : 브랜드 - 베비에르
- 제과 명장 17호 : 이석원 (2024) : 브랜드 - 랑콩뜨레과자점

## 기타
- 대한민국명장(제과 명장 포함)의 수가 기능장(제과 기능장 포함)의 수보다 상당히 적기 때문에, 대한민국명장(제과 명장 포함)이 기능장(제과 기능장 포함)보다 상위 자격증, 상위 개념으로 보는 사람들이 있는데, 이는 사실이 아니다.
- 대한민국명장(제과 명장 포함)은 숙련기술장려법 제11조에 의해 선정되고, 기능장(제과 기능장 포함)은 자격기본법 및 국가기술자격법에 의한 국가기술자격증이다. 즉, 적용되는 법률이 다르기 때문에, 대한민국명장과 기능장은 서로 별개이다.
- 또한, 대한민국명장(제과 명장 포함)은 면허, 자격증이 아니라, 칭호이다.
- 그리고 기능장(제과 기능장 포함)은 국가기술자격증으로서, 한국산업인력공단에서 시행하는 시험(필기시험+실기시험)에 합격해야 한다.[1][2][3]

## 같이 보기
- 프랑스최고장인 (MOF, 모프, Meilleur Ouvrier de France) Meilleur ouvrier de France (프랑스어) (2019년 제과 아이스크림 분야 김영훈)
- 빵
- 빵 목록
- 베이커리
- 제과사 (파티시에)
- 제빵사
- 대한제과협회